# Diskografie Deantoniho Parkse
Toto je diskografie amerického hudebníka, skladatele a producenta Deantoniho Parkse. Do roku 2024 vydal dvanáct plnohodnotných sólových alb, tři EP a jedno koncertní album. Hrál na několika desítkách dalších alb, například na několika albech Meshell Ndegeocello, Johna Calea či Omara Rodrígueze-Lópeze.

## Sólová

### Studiová alba
| Rok vydání | Název alba           | Vydavatelství                              |
| ---------- | -------------------- | ------------------------------------------ |
| 2012       | Touch But Don't Look | Sargent House, Rodriguez Lopez Productions |
| 2015       | Technoself           | Leaving Records                            |
| 2016       | Wally                |                                            |
| 2018       | Homo Deus            | Leaving Records                            |
| 2019       | Augusta              |                                            |
| 2019       | Westwave             |                                            |
| 2020       | Silver Cord          | Humani Machina                             |
| 2020       | Lightlike            | Merigold Independent                       |
| 2021       | Glitchwood           |                                            |
| 2022       | Atlantasia           |                                            |
| 2022       | Westwave 2           |                                            |
| 2024       | Stargate             | Alpha Pup                                  |
| 2025       | Observers            | Alpha Pup                                  |

### EP
| Rok vydání | Název alba   | Vydavatelství   |
| ---------- | ------------ | --------------- |
| 2016       | Deanthoven   | Leaving Records |
| 2017       | ELEVENELEVEN |                 |
| 2021       | A Self       | Leaving Records |

### Koncertní alba
| Rok vydání | Název alba          | Vydavatelství |
| ---------- | ------------------- | ------------- |
| 2020       | Live at Clouds Hill | Clouds Hill   |

## Ostatní
| Rok vydání | Název alba                                                | Interpret                | Nástroje                   | Zdroj |
| ---------- | --------------------------------------------------------- | ------------------------ | -------------------------- | ----- |
| 1997       | Yann Bettremieux Quartet                                  | Yann Bettremieux Quartet | Bicí                       |       |
| 1998       | Rencontres du jazz de Berklee à l'hotel Ambassadeur       | Les Best Of              | Bicí                       |       |
| 1998       | Actual Proof                                              | Actual Proof             | Bicí                       |       |
| 2000       | Phase One: Awakening                                      | Actual Proof             |                            |       |
| 2001       | Kudu                                                      | KUDU                     | Bicí, perkuse, samply      | [ 1 ] |
| 2001       | The Anomaly                                               | DJ Logic                 | Bicí                       |       |
| 2001       | One                                                       | Mission                  |                            |       |
| 2002       | Staring at the Sun                                        | P'taah                   |                            |       |
| 2003       | Googleplex                                                | Astroid Power-Up!        |                            |       |
| 2004       | The Tao of Yo                                             | Yohimbe Brothers         |                            |       |
| 2004       | Yohimbe Brothers featuring Vernon Reid and DJ Logic (DVD) | Yohimbe Brothers         | Bicí                       | [ 2 ] |
| 2006       | The Article 3                                             | Meshell Ndegeocello      | Bicí                       |       |
| 2006       | For Lovers, Dreamers & Me                                 | Alice Smith              |                            |       |
| 2006       | Death of the Party                                        | KUDU                     |                            |       |
| 2006       | Zen of Logic                                              | DJ Logic                 |                            |       |
| 2007       | Circus Live                                               | John Cale                | Bicí, samply               |       |
| 2007       | We All                                                    | Owen Plant               |                            |       |
| 2007       | The World Has Made Me the Man of My Dreams                | Meshell Ndegeocello      | Bicí                       |       |
| 2008       | Last Night                                                | Moby                     |                            |       |
| 2008       | Amazing                                                   | Alex Young               |                            |       |
| 2008       | The Biggest Piano in Town                                 | Grand Pianoramax         |                            |       |
| 2008       | Old Money                                                 | Omar Rodríguez-López     | Bicí                       |       |
| 2008       | Back for More: A Remix Collection                         | KUDU                     |                            |       |
| 2008       | Can You Hear Me                                           | Keaton Simons            |                            |       |
| 2009       | Scars                                                     | Basement Jaxx            |                            |       |
| 2009       | Solar Gambling                                            | Omar Rodríguez-López     | Bicí                       |       |
| 2009       | Devil's Halo                                              | Meshell Ndegeocello      | Bicí                       |       |
| 2009       | Tough Love                                                | Gala                     |                            |       |
| 2010       | Dōitashimashite                                           | Omar Rodríguez-López     |                            |       |
| 2010       | Unknown Angels                                            | Tony Grey                | Bicí                       |       |
| 2010       | Un Escorpión Perfumado                                    | Omar Rodríguez-López     |                            |       |
| 2010       | Icons Remix Project Vol. I                                | Dark Angels              |                            |       |
| 2010       | Bionic                                                    | Christina Aguilera       | Bicí                       |       |
| 2011       | Extra Playful (EP)                                        | John Cale                | Bicí                       |       |
| 2011       | Nebula                                                    | Laïka                    |                            |       |
| 2011       | Nirvana's Forever                                         | Dark Angels              |                            |       |
| 2011       | Weather                                                   | Meshell Ndegeocello      | Bicí                       |       |
| 2011       | Slow Dance                                                | Betty Black              |                            |       |
| 2011       | Shades Of…                                                | Gray                     |                            |       |
| 2011       | Hold to Light                                             | Dark Angels              |                            |       |
| 2012       | Noctourniquet                                             | The Mars Volta           | Bicí                       |       |
| 2012       | One Lovely Day                                            | Citizen Cope             |                            |       |
| 2012       | Before Gardens After Gardens                              | Big Sir                  | Bicí, samply               |       |
| 2012       | No Goodbyes                                               | The True Vaults          |                            |       |
| 2012       | Pour une Âme Souveraine: A Dedication to Nina Simone      | Meshell Ndegeocello      | Bicí                       |       |
| 2012       | Saber, Querer, Osar y Callar                              | Omar Rodríguez-López     |                            |       |
| 2013       | Unicorn Skeleton Mask                                     | Omar Rodríguez-López     |                            |       |
| 2013       | ¿Sólo Extraño?                                            | Omar Rodríguez-López     |                            |       |
| 2013       | Bosnian Rainbows                                          | Bosnian Rainbows         | Bicí, klávesy, samply      |       |
| 2013       | This Is Where We Are                                      | Priscilla Ahn            | Bicí, perkuse              |       |
| 2014       | Under the Violet Moon                                     | Dark Angels              |                            |       |
| 2014       | You're Dead!                                              | Flying Lotus             | Bicí                       |       |
| 2014       | AurorasMushroomTenderness                                 | Carlos Niño              |                            |       |
| 2015       | Addicted to Life (EP)                                     | Betty Black              |                            |       |
| 2015       | Welcome to Los Santos                                     | The Alchemist a Oh No    |                            |       |
| 2015       | A Raw Youth                                               | Le Butcherettes          |                            |       |
| 2015       | V                                                         | Wavves                   |                            |       |
| 2016       | M:FANS                                                    | John Cale                | Klávesy, hluky             |       |
| 2016       | Guilty of Love                                            | Unloved                  |                            |       |
| 2016       | Sworn Virgins                                             | Omar Rodríguez-López     | Bicí, klávesy, samply      |       |
| 2016       | Blind Worms, Pious Swine                                  | Omar Rodríguez-López     | Bicí                       |       |
| 2016       | Umbrella Mistress                                         | Omar Rodríguez-López     | Bicí                       |       |
| 2016       | El Bien Y Mal Nos Une                                     | Omar Rodríguez-López     |                            |       |
| 2016       | Cell Phone Bikini                                         | Omar Rodríguez-López     |                            |       |
| 2016       | Zapopan                                                   | Omar Rodríguez-López     | Bicí                       |       |
| 2016       | Nom de Guerre Cabal                                       | Omar Rodríguez-López     | Bicí                       |       |
| 2016       | Look This                                                 | We Are Dark Angels       |                            |       |
| 2016       | Some Need It Lonely                                       | Omar Rodríguez-López     | Bicí                       |       |
| 2016       | A Lovejoy                                                 | Omar Rodríguez-López     | Bicí                       |       |
| 2017       | Roman Lips                                                | Omar Rodríguez-López     | Bicí, samply               |       |
| 2017       | Zen Thrills                                               | Omar Rodríguez-López     | Bicí                       |       |
| 2017       | Ensayo de un Desaparecido                                 | Omar Rodríguez-López     | Bicí                       |       |
| 2017       | Azul, Mis Dientes                                         | Omar Rodríguez-López     |                            |       |
| 2017       | Gorilla Preacher Cartel                                   | Omar Rodríguez-López     | Bicí                       |       |
| 2017       | Killing Tingled Lifting Retreats                          | Omar Rodríguez-López     | Bicí                       |       |
| 2017       | Solid State Mercenaries                                   | Omar Rodríguez-López     | Bicí                       |       |
| 2017       | Doom Patrol                                               | Omar Rodríguez-López     | Bicí                       |       |
| 2017       | Drunk                                                     | Thundercat               | Bicí                       |       |
| 2017       | Organic Self                                              | Carlos Niño              |                            |       |
| 2017       | Monk Studies                                              | Chihiro Yamanaka         | Bicí                       |       |
| 2017       | Dog Eat Dog (soundtrack)                                  | We Are Dark Angels       |                            |       |
| 2018       | Die Cut                                                   | Cut Chemist              |                            |       |
| 2019       | Flamagra                                                  | Flying Lotus             | Bicí                       |       |
| 2019       | Bliss on Dear Oneness                                     | Carlos Niño & Friends    |                            |       |
| 2020       | Last Laugh                                                | Sylvia Black             |                            |       |
| 2020       | Actual Presence                                           | Carlos Niño & Friends    |                            |       |
| 2021       | Septet                                                    | John Carroll Kirby       | Bicí                       | [ 3 ] |
| 2022       | Stations                                                  | Field Works              |                            |       |
| 2022       | Extra Presence                                            | Carlos Niño & Friends    | Bicí                       |       |
| 2023       | Mercy                                                     | John Cale                | Bicí, tympány, syntezátory |       |
| 2023       | The Omnichord Real Book                                   | Meshell Ndegeocello      | Bicí                       |       |
| 2023       | (I'm Just) Chillin', on Fire                              | Carlos Niño & Friends    | Bicí                       |       |
| 2023       | Venera                                                    | Venera                   | Bicí                       |       |
| 2023       | New Blue Sun                                              | André 3000               | Bicí                       |       |
| 2023       | Les Jardins Mystiques Vol.1                               | Miguel Atwood-Ferguson   | Bicí                       |       |
| 2024       | The Magic City                                            | Meshell Ndegeocello      | Bicí, elektronika          | [ 4 ] |
| 2024       | Tomorrow's Another Day                                    | Jeremy Pelt              | Bicí, produkce             |       |
| 2024       | Placenta                                                  | Carlos Niño & Friends    | Bicí                       |       |
| 2024       | Shadow                                                    | Lizz Wright              | Bicí                       | [ 5 ] |
| 2024       | Last of the Beats                                         | Gray                     |                            |       |
| 2025       | Mixology (Volume 1)                                       | John Cale                | Bicí                       |       |